# Macross Plus
Macross Plus (jap. マクロスプラス Makurosu Purasu) – 4-odcinkowa OVA i pełnometrażowy film wchodzący w skład serii anime Macross. Jest to pierwszy sequel oryginalnego serialu, który należy do kanonicznej linii czasowej tego uniwersum (Shoji Kawamori ogłosił, że akcja Macross II: Lovers Again ma miejsce w alternatywnym (równoległym) świecie Macrossa). Ponadto, Macross Plus jest jedną z pierwszych produkcji anime, w których użyto animacji komputerowej. W Polsce, OVA i film był dystrybuowany pod koniec lat 90. przez Planet Manga, w wersji anglojęzycznej, natomiast polska wersja językowa OVA została wyemitowana w 1999 roku przez Canal+.

## Opis fabuły
Jest rok 2040. Od zakończenia wojny między ludzkością a kosmiczną rasą Zentreadi mija już ćwierć wieku i rasa ludzka zaczyna powoli wracać do dawnej świetności, odbudowując Ziemię i tworząc nowe kolonie na wielu planetach poza Układem Słonecznym. Porucznik Isamu Alva Dyson jest jednym z najlepszych ale i najbardziej nieokiełznanych pilotów w siłach U.N. Spacy. Pewnego dnia zostaje karnie przeniesiony do garnizonu na swojej rodzinnej planecie Eden, gdzie ma zostać pilotem testowym w wojskowym projekcie Supernova, mającym na celu wyłonić następcę używanego obecnie transformowalnego myśliwca VF-11B Thunderbolt. Isamu zostaje przydzielony do zbudowanego przez firmę Shinsei Industries myśliwca YF-19. Szybko odkrywa jednak, że YF-21 firmy General Galaxy, z którym ma konkurować, jest pilotowane przez jego przyjaciela z młodzieńczych lat, Gulda Goa Bowmana. Dawna rywalizacja między mężczyznami ponownie odżywa i szybko staje się niezdrowo zaciekła. Sytuację pogarsza przybycie na Eden Myung Fang Lone, ich przyjaciółki, z którą rozdzieliły ich wydarzenia z przeszłości, a o której względy będą od teraz walczyć tak w cywilu, jak i w przestworzach.

## Obsada
- Isamu Alva Dyson – Takumi Yamazaki
- Guld Goa Bowman – Unshou Ishizuka
- Myung Fang Lone – Rika Fukami
- Lucy McMillan – Megumi Hayashibara
- Sharon Apple – Mako Hyoudou
- Pułkownik Millard Johnson – Kenji Utsumi
- Yang Neuman – Tomohiro Nishimura
- Marj Gueldoa – Sho Hayami

## Myśliwce
- VF-11B Thunderbolt – transformowalny myśliwiec trzeciej generacji, będący trzonem sił zbrojnych U.N. Spacy, a którego następcę ma wyłonić Projekt Supernova. Tak jak będące w służbie przed nim modele VF-1 i VF-4, może funkcjonować jako samolot, humanoidalny robot i forma pośrednia znana jak GERWALK. Na jego podstawowe uzbrojenie składa się pojedynczy laser przeciw-lotniczy, tarcza oraz karabin maszynowy z wysuwanym bagnetem, choć jego arsenał może być powiększony także o wyrzutnie mikro-rakiet gdy ma zamontowany Super Pack, który też pozwala mu operować w kosmosie. Mimo masowej produkcji, VF-11B nadal posiada parametry pozwalające mu na bycie niezwykle skuteczną bojowo maszyną gdy jest pilotowana przez asów takich jak Isamu Dyson[3][4]. Poza rolami typowymi dla myśliwca, Thunderbolty są też używane między innymi jako strażnicy placówek wojskowych i, gdy są wyposażone w dopalacze atmosferyczne, jako samoloty obserwacyjne pomagające w ewaluacji osiągów YF-19 i YF-21[5].

- YF-19 „Alpha One” – stworzony na potrzeby Projektu Supernova prototypowy myśliwiec czwartej generacji firmy Shinsei Industry. Jest pierwszym transformowalnym samolotem z odwróconą geometrią skrzydeł, jak również szeregiem innych innowacji takich jak zintegrowane systemy aktywnego kamuflażu i punktowej bariery energetycznej. Może też złożyć swoje skrzydła by latać w trybie rejsu, jak również opuszczać atmosferę używając tylko własne silniki. Kolejną wprowadzoną innowacją na tle starszych myśliwców było użycie panoramicznego widoku otoczenia w kokpicie, pozwalając pilotowi na znacznie lepszą orientację w środowisku wokół samolotu. Na uzbrojenie myśliwca składa się tarcza, karabin maszynowy, jeden laser przeciwlotniczy w głowie robota, dwa lasery wbudowane w podstawy skrzydeł, rakiety wystrzeliwane z otwieranych komór po bokach silników, jak również dwa karabiny Gatlinga w klatce piersiowej robota[6]. Arsenał powiększa się o wyrzutnie mikrorakiet gdy YF-19 używa swój FAST Pack (Fuel And Sensor Tactical Pack)[7]. Jednostka mogła też wykorzystywać moduł hipernapędu, pozwalający jej na międzyplanetarne podróże bez pomocy większych statków[8]. YF-19 owiany był złą sławą wśród oblatywaczy jako maszyna o tak mocnych osiągach, że mało kto był w stanie na niej latać bez wypadku. Isamu Dyson,  przydzielony do myśliwca jako ósmy z rzędu pilot testowy, był pierwszym, który był w stanie pokazać jak wiele ten samolot potrafił w odpowiednich rękach, często z premedytacją wykonując nim skrajnie karkołomne manewry. YF-19 stał się później pierwowzorem myśliwca VF-19 Excalibur i VF-19 Advance, którego pomalowaną na wzór "Alpha One" wersję Dyson pilotuje podczas walk z rasą Vajra w drugim filmie kinowym Macross Frontier[9].

- YF-21 „Omega One” – stworzony na potrzeby Projektu Supernova prototypowy myśliwiec czwartej generacji firmy General Galaxy, którego pilotem i częściowym projektantem jest Guld Bowman. Jest to o wiele bardziej innowacyjna na tle YF-19 maszyna, która nie tylko posiada system aktywnego kamuflażu, dynamicznej kontroli kształtu skrzydeł i sterów oraz punktowej bariery energetycznej, ale również rewolucyjny system sterowania, pozwalający pilotowi niemal w całości kontrolować myśliwiec za pomocą myśli. Ponieważ YF-21 wysyła wszystkie dane taktyczne bezpośrednio do mózgu pilota i dostaje z niego komendy, samolot osiąga czasy reakcji znacznie krótsze niż w przypadku konwencjonalnego sterowania. Pilot musi jednak być w pełni skoncentrowany na locie, gdyż istnieje ryzyko, że komputer pokładowy zinterpretuje inne, nawet przelotne myśli użytkownika jako faktyczne rozkazy, co może prowadzić do nieprzewidzianych sytuacji. By temu częściowo zapobiec, samolot posiada w pełni funkcjonalny układ sterowania ręcznego, pozwalający na używanie sprzężenia mózgowego tylko częściowo, lub wręcz na jego całkowite wyłączenie. Na uzbrojenie myśliwca składają się dwa karabiny maszynowe, laser przeciwlotniczy, wyrzutnie mikrorakiet rozlokowane na całym poszyciu jak również dwa mniejsze karabiny wbudowane w przedramiona robota[10]. Tak jak YF-19, YF-21 może używać dedykowany FAST Pack[11], moduł hipernapędu[12], i jest w stanie startować w kosmos bez asysty. Tryb robota YF-21 jest wyraźnie inspirowany wyglądem pancerzy wspomaganych Queadluun-Rau używanych przez żeńskich żołnierzy Zentreadi[13], co może być powiązane z faktem, że jeden z rodziców Bowmana należy do tej rasy. YF-21 stał się później pierwowzorem elitarnego myśliwca VF-22 Sturmvogel II.

## Film kinowy
Macross Plus: Movie Edition składa się z ujęć, które wchodziły w skład oryginalnej wersji OVA i około 20 minut materiału stworzonego specjalnie na potrzeby wersji kinowej. Ponadto pewne elementy fabuły zostały zmodyfikowane lub usunięte.